# Bettainvillers
Bettainvillers è un comune francese di 213 abitanti situato nel dipartimento della Meurthe e Mosella nella regione del Grand Est.

## Società

### Evoluzione demografica
Abitanti censiti